# Marko Simonović (cestista 1986)
Marko Simonović (in serbo Мaрко Симоновић?; Pristina, 30 maggio 1986) è un ex cestista e allenatore di pallacanestro serbo.

## Carriera
Nella stagione 2011-12 ha militato nell'ALBA Berlino.
Il 24 luglio 2012 firma per la Stella Rossa
Con la Serbia ha disputato i Giochi olimpici di Rio de Janeiro 2016, due edizioni dei Campionati mondiali (2014, 2019) e i Campionati europei del 2015.

## Palmarès
- Campionato montenegrino: 3

Budućnost: 2008-09, 2009-10, 2010-11
- Campionato serbo: 4

Stella Rossa Belgrado: 2015-16, 2016-17, 2020-21, 2021-22
- Coppa del Montenegro: 3

Budućnost: 2009, 2010, 2011
- Coppa di Serbia: 5

Stella Rossa Belgrado: 2013, 2014, 2017, 2021, 2022
- Lega Adriatica: 4

Stella Rossa Belgrado: 2015-16, 2016-17, 2020-21, 2021-22